# Gevaerts

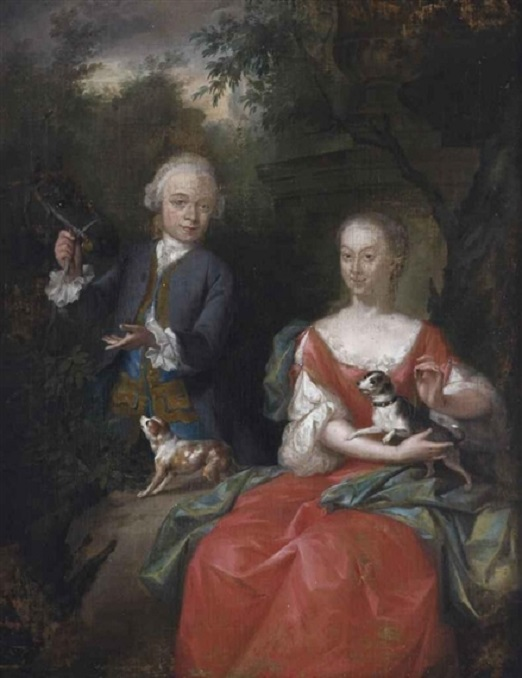
Ocker Gevaerts (1735-1807) en zijn zuster Johanna (1733-1779, door Aart Schouman

Gevaerts is een sinds 1815 tot de Nederlandse adel behorend geslacht dat vooral bestuurders in Dordrecht leverde.

## Geschiedenis
De stamreeks begint met Jan Gevaerts Jansz. die, afkomstig uit Roermond, poorter werd van de stad Antwerpen en daar herbergier werd. Zijn zoon Jan Gevaerts Jansz. (1552-1627) vestigde zich via omzwervingen uiteindelijk in 1585 in Dordrecht waar hij het beroep van wijnkoper uitoefende. Zijn kleinzoon en achterkleinzoon hadden bestuursfuncties in die laatstgenoemde stad en de zoon van de laatste, mr. Paulus Gevaerts (1697-1770), was burgemeester van de stad. Een zoon uit het tweede huwelijk van die laatste, mr. Ocker Gevaerts (1735-1807) werd ook burgemeester van Dordrecht. Twee van diens zonen werden bij Koninklijk Besluit van 16 september 1815 verheven in de Nederlandse adel.
Voorts zijn leden van het geslacht Gevaerts eigenaar van verschillende (voormalige) ambachtsheerlijkheden.

## Enkele telgen
- Mr. Ocker Gevaerts (1656-1727), pensionaris van Brielle, oudraad, veertigraad en burgemeester van Dordrecht
  - Johan Gevaerts (1694-1777)
    - Susanna Catharina Gevaerts (1738-1766); zij trouwde met Hugo Repelaer (1730-1804), burgemeester van Dordrecht
      - Jhr. mr. Ocker Repelaer van Driel (1759-1832), minister
      - Jhr. mr. Johan Repelaer van Molenaarsgraaf (1760-1835), lid van de Tweede Kamer

  - Mr. Paulus Gevaerts, vrijheer van Gansoyen (1697-1770), burgemeester van Dordrecht 
    - Johanna Gevaerts (1733-1779); zij trouwde in 1753 (regeling tot scheiding: 1765) met Hendrik Carel graaf van Nassau-Lalecq (1696-1781) graaf van Nassau-LaLecq, zoon van Maurits Lodewijk II van Nassau-LaLecq
    - Mr. Ocker Gevaerts, heer van Geervliet, Simonshaven en Biert (1735-1807), burgemeester van Dordrecht; trouwde in 1762 met Hendrika Françoise Braet (1745-1777), dochter van mr. Adriaan Braet, heer van Geervliet, Simonshaven en Biert
      - Jhr. mr. Paulus Gevaerts, heer van Geervliet, Simonshaven en Biert (1763-1836), secretaris van Dordrecht
        - Jhr. mr. Ocker Gevaerts (1792-1829), advocaat
          - Jhr. Paulus Ocker Hendrik Gevaerts van Simonshaven, heer van Simonshaven, Biert en St. Maartensrecht (1827-1912), ritmeester, hofmaarschalk van koningin Sophie, wethouder van 's Gravenhage, kamerheer i.b.d. van de koningin
            - Jhr. François Gerard Abraham Gevaerts (1885-1968), ambtenaar
              - Jhr. Paulus Adriaan Gevaerts, heer van Geervliet (1917-1985), verzekeringsmakelaar
                - Jhr. ing. François Robert Gevaerts, heer van Geervliet (1950)

              - Jkvr. Margaretha Catharina Gevaerts (1921-2006); trouwde in 1948 met prof. dr. Hendrik Enno van Gelder (1916-1998), numismaticus, directeur van Het Koninklijk Penningkabinet, hoogleraar geldgeschiedenis en numismatiek, telg uit het geslacht Van Gelder
              - Jhr. drs. Willem Gevaerts, heer van Nuland (1929-2022), bankier

            - Jhr. mr. Paulus Ocker Hendrik Gevaerts, heer van Simonshaven en Biert (1887-1977), bankier
              - Jhr. dr. Paulus Ocker Hendrik Gevaerts, heer van Simonshaven en Biert (1927), gynaecoloog
                - Jhr. Edmond Gevaerts, heer van St. Maartensrecht (1965)

            - Jhr. Willem Gevaerts, heer van Nuland (1890-1978), majoor
            - Jhr. ir. Edmond Arnold Louis Gevaerts, heer van St. Maartensrecht (1895-1972), geoloog te Nairobi

        - Jhr. Willem Gevaerts, heer van Nuland en Rijsoord (1798-1871), rijksbetaalmeester, dijkheemraad en hoogheemraad
          - Jhr. Hugo Cornelis Paulus  Gevaerts, heer van Nuland (1827-1906)

        - Jhr. Robert Gevaerts, heer van Geervliet (1804-1879), luitenant, belastingontvanger, lid van de Ridderschap van Friesland
          - Jhr. Paulus Gevaerts, heer van Geervliet (1837-1919), kolonel

      - Jhr. mr. Leonhard Robert Gevaerts (1774-1864), bestuurder; trouwde in 1819 met Anna Margaretha Johanna van Haren (1779-1838), dochter van Duco van Haren (1747-1801) en telg uit het geslacht Van Haren